# 인스피레이션 레이크

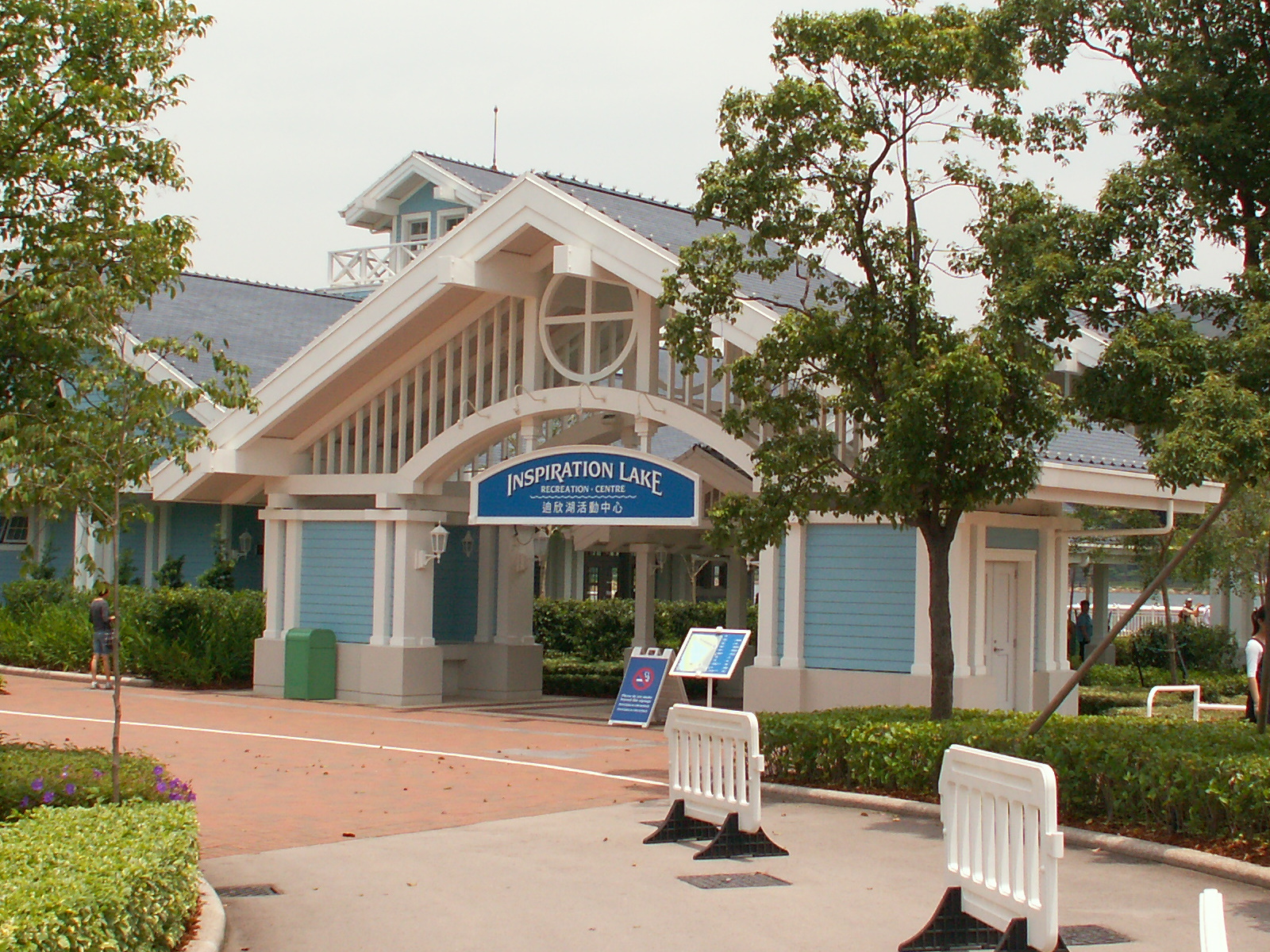
입구

인스피레이션 레이크(영어: Inspiration Lake, 중국어: 迪欣湖)는 홍콩 디즈니랜드 등과 함께 홍콩 디즈니랜드 리조트를 구성하는 인공 호수이다. 정식 명칭은 인스피레이션 레이크 레크리에이션 센터(영어: The Inspiration Lake Recreation Centre, 중국어: 迪欣湖活動中心)이다.